# António de Almeida Portugal, 5.º Marquês do Lavradio

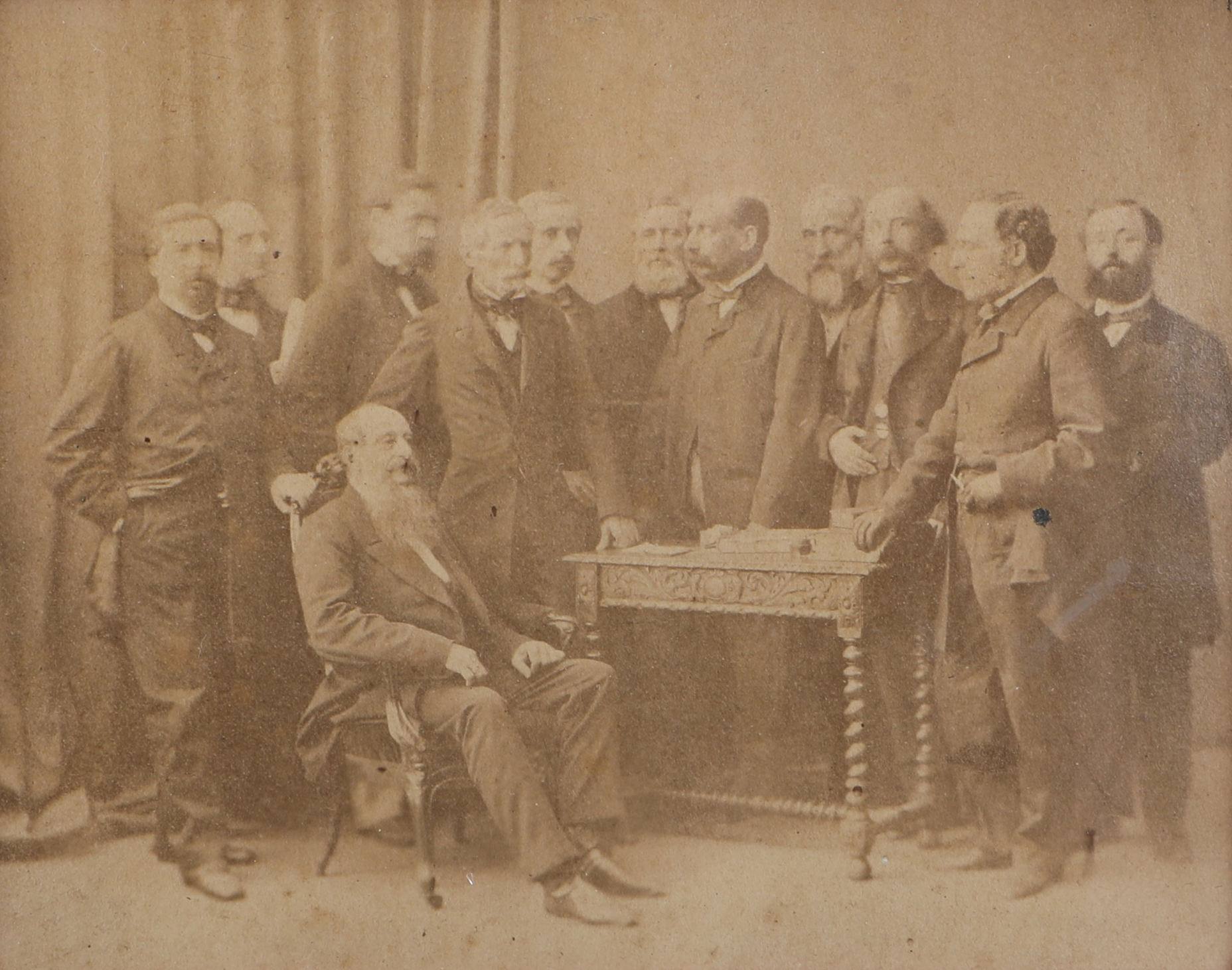
D. Miguel I de Portugal, no exílio, tendo à volta um grupo de legitimistas mostrando o seu apoio. Vêem-se as seguintes individualidades, da esquerda para a direita: João de Lemos Seixas Castelo Branco; Dr. Carlos Zeferino Pinto Coelho; Conde de Avintes (Marquês de Lavradio); Conde de Bobadela; Marquês de Abrantes; José Izidoro Mouzinho; Francisco de Lemos; António Joaquim Ribeiro Gomes de Abreu; António Pereira da Cunha; Conde de São Martinho e António Pinto Saraiva. Londres, c. 1862.

António de Almeida Portugal Soares Alarcão Melo Castro Ataíde Eça Mascarenhas Silva e Lencastre (11 de fevereiro de 1794 – 15 de setembro de 1874), 8.º conde de Avintes, o 5.º marquês do Lavradio, Comendador da Ordem da Torre e Espada, Cavaleiro da Ordem de Malta e do Santo Sepulcro, foi um nobre militar, embaixador, político, jornalista e escritor.
Veador da princesa D. Maria Benedita de Bragança, quando regressou ao reino, foi nomeado Ajudante-de-Campo do infante D. Miguel de Bragança, com honras de Capitão.
Nas Cortes convocadas pelo Infante, foi eleito Procurador por Torres Vedras, e pronunciou um discurso, impresso num folheto à parte.
Em 1828 foi nomeado Embaixador em Roma, função que exerceu até à Convenção de Évora Monte, em 1834.
Acérrimo partidário do miguelismo, o rei D. Miguel concedeu-lhe Honras de Parente e confirmou-lhe o título de Marquês do Lavradio, que já lhe pertencia pela morte de seu irmão mais velho.
Escreveu artigos sobre diversos assuntos no jornal político A Nação, nomeadamente contra as ideias maçónicas, e colaborou em jornais religiosos, como a Missão Portugueza, etc.

## Obras de sua autoria
- Discurso repetido pelo M. do Lavradio, D. Antonio, Procurador eleito pelos povos de Torres Vedras, na primeira conferencia que o braço do povo celebrou em S. Francisco da Cidade, Lisboa, 1828;
- Historia abbreviada das Sociedades secretas, Lisboa, 1854; na maior parte extraído do que escreveu Augustin Barruel nas Memórias para a historia do Jacobinismo;
- Reflexões sobre a choleramorbus nos animaes brutos, In Jornal da Sociedade das Sciencias Medicas de Lisboa, tomo XII, pp. 206–272;
- Algumas observações sobre a Inquisição, sobre os Cruzados, e outros objectos análogos, em resposta à obra intitulada Da origem e estabelecimento da Inquisição em Portugal, de Alexandre Herculano, Lisboa, 1856.

## Dados genealógicos
Era 7.° filho do 3 ° marquês do Lavradio e 6.º conde de Avintes, D. António Máximo de Almeida Portugal e de sua mulher, D. Ana Teles.
Diz Nobreza em Portugal, tomo III, que ele passou ao Brasil com a família real em 1807, casando no Rio de Janeiro em 13 de fevereiro de 1814 com sua prima, D. Maria Rosa de Menezes da Silveira e Castro, filha do 1.º marquês de Valada, D. Francisco de Menezes da Silveira e Castro e D. Ana Teresa de Almeida, filha do 2.º marquês do Lavradio.
Teve:
- D. Ana de Jesus Maria de Almeida Portugal.
- D. Eugénia de Almeida Portugal.
- D. Francisca de Almeida Portugal(D. Francisca de Jesus Maria dos Santos de Assis Xavier Gonzaga de Almeida Portugal).
- D. Eugénia de Almeida Portugal casada com José Correia de Sá e Benevides Velasco da Câmara.